# Sitamau
Sitamau è una suddivisione dell'India, classificata come nagar panchayat, di 12.889 abitanti, situata nel distretto di Mandsaur, nello stato federato del Madhya Pradesh. In base al numero di abitanti la città rientra nella classe IV (da 10.000 a 19.999 persone).

## Geografia fisica
La città è situata a 24° 1' 0 N e 75° 20' 60 E e ha un'altitudine di 456 m s.l.m..

## Società

### Evoluzione demografica
Al censimento del 2001 la popolazione di Sitamau assommava a 12.889 persone, delle quali 6.614 maschi e 6.275 femmine. I bambini di età inferiore o uguale ai sei anni assommavano a 1.847, dei quali 991 maschi e 856 femmine. Infine, coloro che erano in grado di saper almeno leggere e scrivere erano 9.122, dei quali 5.252 maschi e 3.870 femmine.